# Radical 188
Le radical 188, qui signifie l'os, est un des 8 des 214 radicaux chinois répertoriés dans le dictionnaire de Kangxi composés de dix traits.
Le caractère Unicode de 骨 est 9AA8.

## Caractères avec le radical 188
| nombre de traits          | caractères           |
| ------------------------- | -------------------- |
| Sans trait supplémentaire | 骨                   |
| 2 traits supplémentaires  | 骩                   |
| 3 traits supplémentaires  | 骪 骫 骬 骭 骮       |
| 4 traits supplémentaires  | 骯 骰 骱             |
| 5 traits supplémentaires  | 骲 骳 骴 骵 骶 骷    |
| 6 traits supplémentaires  | 骸 骹 骺 骻 骼       |
| 7 traits supplémentaires  | 骽 骾                |
| 8 traits supplémentaires  | 骿 髀 髁             |
| 9 traits supplémentaires  | 髂 髃 髄 髅          |
| 10 traits supplémentaires | 髆 髇 髈 髉 髊 髋 髌 |
| 11 traits supplémentaires | 髍 髎 髏             |
| 12 traits supplémentaires | 髐                   |
| 13 traits supplémentaires | 髑 髒 髓 體          |
| 14 traits supplémentaires | 髕                   |
| 15 traits supplémentaires | 髖                   |
| 16 traits supplémentaires | 髗                   |